# Polanco del Yí
Polanco del Yí est une ville de l'Uruguay située dans le département de Florida. Sa population est de 83 habitants.

## Infrastructure
La ville est reliée par la route 42 (Ruta 42) Florida–Durazno.

## Population
| Année | Population |
| ----- | ---------- |
| 1963  | 141        |
| 1975  | 217        |
| 1985  | 95         |
| 1996  | 93         |
| 2004  | 82         |

Référence,.